# 富丘 (札幌市)
富丘（とみおか）は、北海道札幌市手稲区にある地区。手稲山北東の丘陵地帯である。
北海道旅客鉄道（JR北海道）函館本線以南の地域で、北部を三樽別川が貫流し、北西から南東に国道5号と札樽自動車道が走る。
市街化地域は富丘1条から6条まで分けられており、丸山を含む南西の山岳部は手稲富丘と呼ばれる。

## 歴史
北海道開拓の初期には札幌・小樽間の交通の要衝となった地域であり、1871年（明治4年）に開拓使がサンタロペツ通行屋を設けている。このころには民家も7 - 8戸あったが、永住する者は少なかった。
1882年（明治15年）に手稲村大字三村制が敷かれると、西隣の軽川が下手稲村の中心地となったため、富丘の発展は遅れがちとなった。
1942年（昭和17年）の字名改正に際し、開拓者たちの理想や願望を込めて「富丘」が正式名称となった。
1970年代になると、国道5号線を挟んで南北に市街化が進行した。

## 住所
| 町丁                       | 郵便番号 |
| -------------------------- | -------- |
| 富丘1条3丁目～7丁目        | 006-0011 |
| 富丘2条2丁目～7丁目        | 006-0012 |
| 富丘3条1丁目～7丁目        | 006-0013 |
| 富丘4条1丁目～7丁目        | 006-0014 |
| 富丘5条2丁目～7丁目        | 006-0015 |
| 富丘6条2丁目～4丁目、7丁目 | 006-0016 |
| 手稲富丘（番地）           | 006-0019 |

## 交通

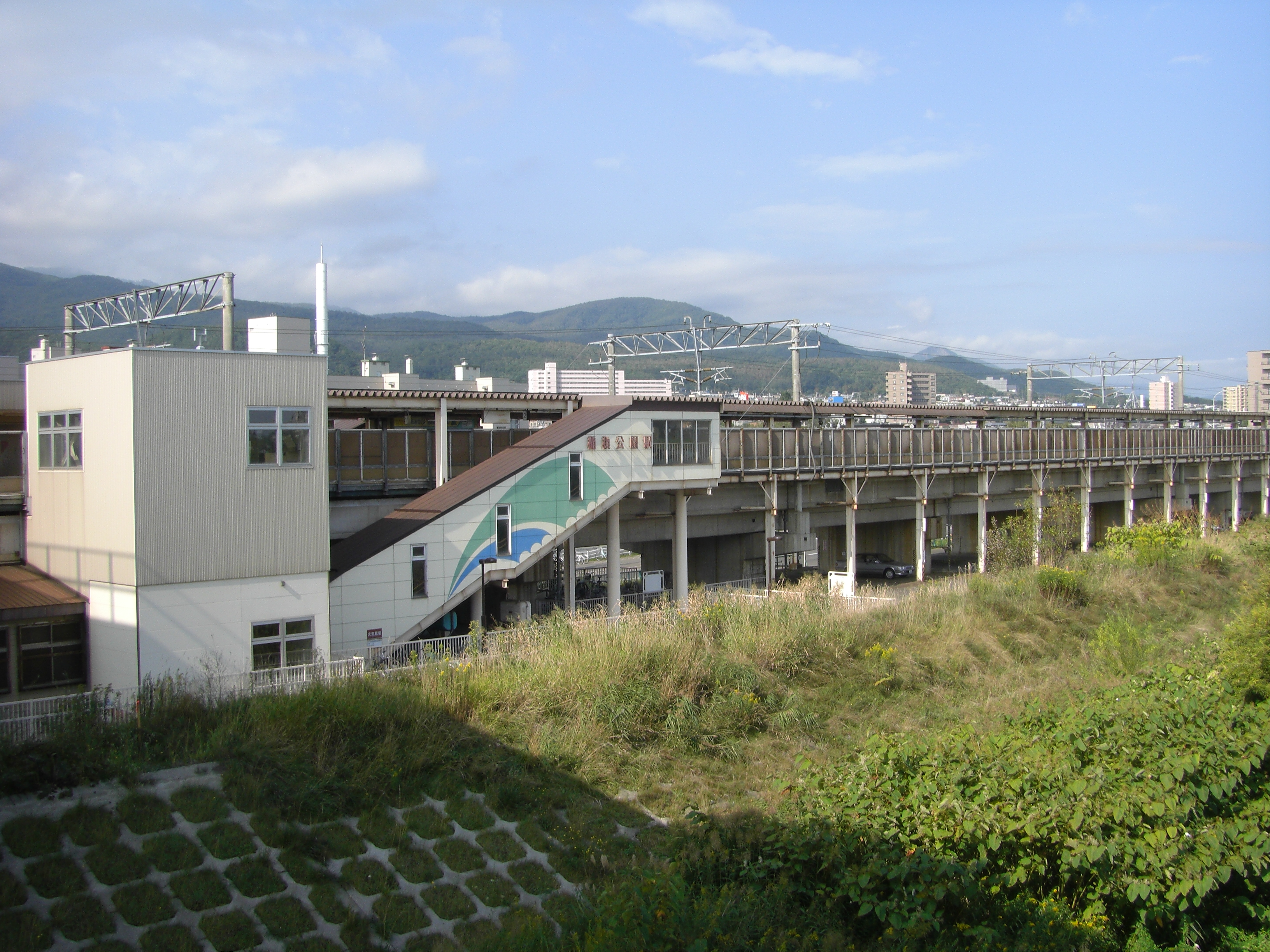
稲積公園駅（2008年9月）

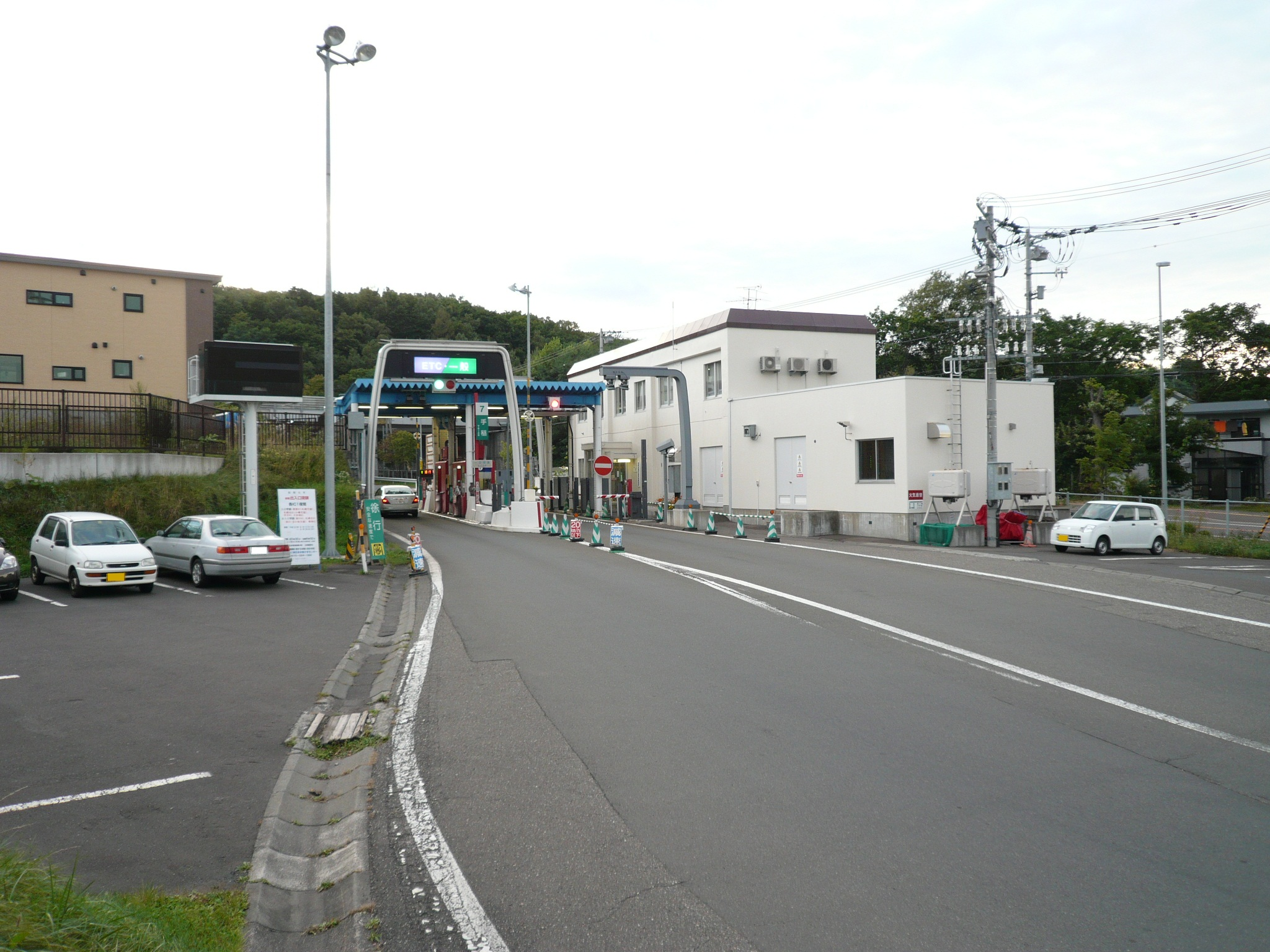
手稲インターチェンジ（2010年9月）

### 鉄道
- JR北海道 函館本線 稲積公園駅

### 道路
- 札樽自動車道 手稲インターチェンジ
- 北5条手稲通（国道5号）：地区中心部を南北に走る。
- 手稲山麓通（札幌市主要地方道9905号手稲インター線）：地区北側を南北に走る。
- 二十四軒手稲通（軽川街道）：地区東側を南北に走る。旧国道。
- 富丘通：地区中心部を東西に走る。
- 手稲高台通：地区西側を南北に走る。

ジェイ・アール北海道バスがバス路線（札樽線）を開設している。

## 施設
- スーパービバホーム手稲富丘店（富丘2-2）
- ちょい寝ホテル札幌手稲（富丘3-7）
- 手稲警察署（富丘1-4）
- 札幌市立手稲中学校（富丘3-5）
- 札幌市立富丘小学校（富丘1-6）
- 札幌市手稲青少年キャンプ場「カッコウの森」（手稲富丘）
- 光風館→手稲温泉[3]（廃止）（富丘6-3）